# Daucus aleppicus
Daucus aleppicus là một loài thực vật có hoa trong họ Hoa tán. Loài này được J.Thiébaut mô tả khoa học đầu tiên năm 1948.